# Leptodontium aggregatum
Leptodontium aggregatum är en bladmossart som beskrevs av Kindberg 1888. Leptodontium aggregatum ingår i släktet groddmossor, och familjen Pottiaceae. Inga underarter finns listade i Catalogue of Life.